# Jiří Šerých
Jiří Šerých (19. července 1934, Havlíčkův Brod – 8. září 2019, Praha) byl český historik umění, redaktor, výtvarný kritik a básník.

## Život
V letech 1953–1957 navštěvoval Průmyslovou školu grafickou, obor knižního obchodu. Na Filosofické fakultě Univerzity Karlovy studoval obory knihovnictví (1957–1958) a dějiny umění (prof. J. Květ, J. Pešina, J. Neumann, 1959–1963). Od 60. let byl činný jako autor, teoretik umění a redaktor v několika nakladatelstvích a časopisech (Rapid – Public Relations, For You, Československá fotografie, revue Fotografie, redakce výtvarného umění nakladatelství Odeon (1990–1994), historická revue Země Koruny české v nakladatelství Orbis (1994–1997).
Jiří Šerých je bratr malíře Jaroslava Šerých (1928–2014), otec malíře Jana Šerých (* 1972)

## Dílo
Jiří Šerých byl první, kdo v roce 1966 začal pořizovat soupis výtvarného díla Bohuslava Reynka ve spolupráci s grafikem samotným a posléze i s jeho syny. Šerých tak shromáždil základní údaje o více než třech stech děl z tehdejší tvůrcovy dílny. Shromáždil a vydal Reynkovu korespondenci a je autorem řady textů k Reynkovým výstavám. Kromě Reynka se zabývá také grafickým dílem Karla Demela.
Výsledkem celoživotního badatelského úsilí Jiřího Šerých je obsáhlá monografie barokního rytce Michaela Heinricha Rentze, kterou roku 2007 vydalo nakladatelství Karolinum. Na více než 500 stranách mapuje Rentzův život, podrobně se zabývá jeho působením ve službách hraběte Šporka a analyzuje grafické cykly Křesťanský rok, Kniha eremitů a Tanec smrti. Knihu provází podrobný katalog rytcova díla.
Jako teoretik fotografie sleduje soustavně tvorbu Františka Dostála a Jana Šplíchala, a kromě toho se zabýval také dílem Tarase Kuščynského, Aloise Nožičky, Milana Borovičky, Jiřího Všetečky, Martina Hrušky nebo Viléma Reichmanna.

### Literární dílo
- Minulé příští (básně), edice Mladé cesty, Mladá fronta Praha, 1966
- Kde končí duha (pohádky o hvězdách z celého světa), česky, angl., franc., něm., Artia Praha, 1977
- Karíbkova dešťová pohádka (ilustrace Šelbický Milan), Severočeské nakladatelství Ústí nad Labem, 1976

### Fotografické publikace (úvodní texty)
- František Dostál – Lidé z říčních lázní, autorský katalog k fotografiím, Praha 1983
- Jan Šplíchal – fotomontáže, autorský katalog, Praha 1984
- František Dostál – Příběhy, autorský katalog, Praha 1984
- František Dostál – Lidé pravdě podobní (monografie Františka Dostála), Odeon 	1988
- Taras Kuščynskyj – Výběr z díla, Pardubice, Východočeská galerie 1989
- Alois Nožička – Komplemantární svědectví II. (autorský katalog), 1990
- Taras Kuščynskyj, fotogr. monografie, České Budějovice, Foto MIDA 1992
- Jan Šplíchal, fotogr. monografie, České Budějovice, Foto MIDA 1993
- Praha uprostřed proudu (k fotografiím Jana Šplíchala), České Budějovice, Foto MIDA, 2004
- Praha, po Královské cestě (obrazový průvodce s fotografiemi Bohumila Landische), Ottovo nakladatelství 2008
- Michal Tůma, fotogr. monografie, České Budějovice, Foto MIDA 2014

### Výtvarné umění
- Bohuslav Reynek – Dílo (katalog 1. pražské výstavy), Praha, Špálova galerie 1966
- Bohuslav Reynek – Grafické dílo (katalog), Havlíčkův Brod 1968
- Bohuslav Reynek – Had na sněhu (doslov), Čs. Spisovatel 1990, ISBN 2-910544-02-8
- Petrkov Bohuslava Reynka – Bohuslav Reynek (1892–1991) autorský katalog k 100letému jubileu básníka a grafika (spolu s Renatou Bernardi, Věrou Jirousovou, Jaroslavem Medem, Karlem Srpem a Janem Šulcem, Brno-Praha 	1992
- O Michaelu Jindřichu Rentzovi, in: Hůlek, Julius, Šerých, Jiří, Michael Jindřich Rentz, Tanec smrti, Paseka Praha - Litomyšl 1995
- Bohuslav Reynek 1892–1971, autorský katalog (spolu s Ludvíkem Kunderou), Galerie výtvarného umění, Litoměřice 1996
- Karel Demel na křižovatkách (monografie, spolu s Františkem Dvořákem, Bohuslavem Holým a Petrem Skarlantem), Slovart 1998, ISBN 80-7209-113-1
- Křižovatky Karla Demela, Spolek sběratelů a přátel ex libris, 2004
- Michael Rentz fecit. Michael Jindřich Rentz, dvorní rytec hraběte Šporka, Nakladatelství Karolinum 2007, ISBN 9788024612294
- Jiří Šerých – Je to už dávno / cela fait déjà longtemps. Digitální dvoujazyčný text on-line o Bohuslavu Reynkovi, Společnost ROMARIN, Grenoble 2012
- Bohuslav Reynek – Korespondence (spolu s Jaroslavem Medem), Nakladatelství Karolinum 2012, ISBN 978-80-246-1861-6

### Články v časopisech
- V jedné gubernii (o jedné zakázané výstavě Bohuslava Reynka), Výtvarná práce 16, 11, 1968
- Reynek v přítomnosti, Ateliér, 1991, č. 3
- Kamínek do secesní mozaiky. Jaroslav Libra (1892–1914), Umění XLII (1994), č. 6
- Tak ještě jeden Vojtěch Lanna! (o díle M. H. Rentze), Dotyk, revue pro vztah umění a byznysu, Praha duben 1996
- Show rooms Bohuslava Reynka (s fotografiemi Pavla Jasanského), Dotyk, revue pro vztah umění a byznysu, Praha duben 1996
- Básníkův pozdní podzim (o Bohuslavu Reynkovi), Ateliér, 1996, č. 25
- Šporkovská triáda (ke šporkovské výstavě ve Staroměstské radnici, září–listopad 1999) Ateliér, 1999, č. 22